# Olympiska sommarspelen 1956
Olympiska sommarspelen 1956 var de sextonde moderna olympiska spelen. Det hölls dels mellan den 22 november och den 8 december 1956 i Melbourne i Australien och dels mellan 10 och 17 juni 1956 i Stockholm i Sverige, där de grenar som ingick i den olympiska ridsporten avgjordes. Anledningen var de australiska karantänbestämmelserna.

## Att notera
- Två bojkotter mot spelen i Melbourne ägde rum:
  - Egypten, Irak och Libanon protesterade mot Israels invasion av Sinai (Suezkrisen).
  - Nederländerna, Schweiz och Spanien protesterade mot Sovjets invasion i Ungern.
- Väst- och Östtyskland ställde upp med ett gemensamt lag för spelen.
- Ungraren László Papp blev förste boxaren att vinna tre OS-guld.
- I tyngdlyftningens tungviktsklass lyfte Paul Anderson (USA) och Humberto Selvetti (Argentina) lika mycket totalt - 500 kg. Anderson fick OS-guld eftersom han vägde minst (137,9 kg). Argentinaren Selvetti vägde nämligen 143,5 kg.
- Vattenpolomatchen mellan Ungern och Sovjet urartade totalt och domaren Sam Zuckerman fick i förtid avbryta matchen, som Ungern vann med 4-0. Vid prisutdelningen började publiken bua när de sovjetiska spelarna skulle få sina bronsmedaljer. Den ungerske lagkaptenen vände sig då mot sovjetspelarna och började applådera. Hans lagkamrater gjorde samma sak, varefter publiken tystnade.[1][2]
- I Stockholm försvarade den svenska dressyrryttaren Henri St Cyr sitt guld från 1952. Även denna gång kom danskan Lis Hartel tvåa.

## Sporter
| - Basket - Boxning - Brottning - Cykling - Fotboll - Friidrott - Fäktning |  | - Gymnastik - Kanotsport - Landhockey - Modern femkamp - Ridsport - Rodd |  | - Segling - Simhopp - Simning - Skytte - Tyngdlyftning - Vattenpolo |

## Medaljfördelning
| Plac. | Land           | Guld | Silver | Brons | Totalt antal medaljer |
| ----- | -------------- | ---- | ------ | ----- | --------------------- |
| 1     | Sovjetunionen  | 37   | 29     | 32    | 98                    |
| 2     | USA            | 32   | 25     | 17    | 74                    |
| 3     | Australien     | 13   | 8      | 14    | 35                    |
| 4     | Ungern         | 9    | 10     | 7     | 26                    |
| 5     | Italien        | 8    | 8      | 9     | 25                    |
| 6     | Sverige        | 8    | 5      | 6     | 19                    |
| 7     | Tyskland       | 6    | 13     | 7     | 26                    |
| 8     | Storbritannien | 6    | 7      | 11    | 24                    |
| 9     | Rumänien       | 5    | 3      | 5     | 13                    |
| 10    | Japan          | 4    | 10     | 5     | 19                    |

## Deltagande nationer
Totalt deltog 72 länder i spelen 1956. Av dessa deltog 67 länder i Melbourne och fem länder deltog endast i Stockholm. Sju länder gjorde sin OS-debut i dessa spel. Dessa länderna var Etiopien, Fiji, Kambodja (deltog endast i tävlingarna i Stockholm), Kenya, Liberia, Malaya, Nordborneo och Uganda. Västtyskland och Östtyskland deltog för första gången med en gemensam OS-trupp som kallades Tysklands förenade lag. Första gången i OS-sammanhangen var det också som Republiken Kina representerades endast av Taiwan.
| | | | |
| - Afghanistan - Argentina - Australien - Bahamas - Belgien - Bermuda - Brasilien - Brittiska Guyana - Bulgarien - Burma - Ceylon - Chile - Colombia - Danmark - Etiopien - Fiji - Filippinerna | - Finland - Frankrike - Grekland - Hongkong - Indien - Indonesien - Iran - Irland - Israel - Italien - Island - Jamaica - Japan - Jugoslavien - Kanada - Kenya - Kuba | - Liberia - Luxemburg - Malaya - Mexiko - Nigeria - Nordborneo - Norge - Nya Zeeland - Pakistan - Peru - Polen - Portugal - Puerto Rico - Republiken Kina - Rumänien - Singapore - Sovjetunionen | - Storbritannien - Sverige - Sydafrika - Sydkorea - Sydvietnam - Thailand - Tjeckoslovakien - Trinidad och Tobago - Tyskland - Turkiet - Uganda - Ungern - Uruguay - USA - Venezuela - Österrike |

Fem länder deltog endast vid ryttartävlingarna i Stockholm och inte vid huvudtävlingarna i Melbourne. Egypten deltog inte på grund av Suezkrisen och Nederländerna, Schweiz och Spanien bojkottade spelen i Melbourne på grund av Sovjetunionens invasion av Ungern.
| - Egypten - Kambodja - Nederländerna - Schweiz - Spanien |

## Överträffade eller tangerade världsrekord

### Friidrott

#### Herrar
- Stafett 4x100 m
  - USA   39,5 sek

- Spjutkastning
  - Egil Danielsen, Norge   85,71 m

#### Damer
- Stafett 4x100 m
  - Australien   44,5 sek

- Höjdhopp
  - Mildred McDaniel, USA   1,76 m

- Längdhopp
  - Elżbieta Krzesińska, Polen   6,35 m (tang)

### Simning

#### Herrar
- Lagkapp 4x200 m frisim
  - Australien   8.23,6 min

#### Damer
- 100 m frisim
  - Dawn Fraser, Australien   1.02,0 min

- Lagkapp 4x100 m frisim
  - Australien   4.17,1 min